# Leichtathletik-Weltmeisterschaften 2022/4 × 100 m der Männer

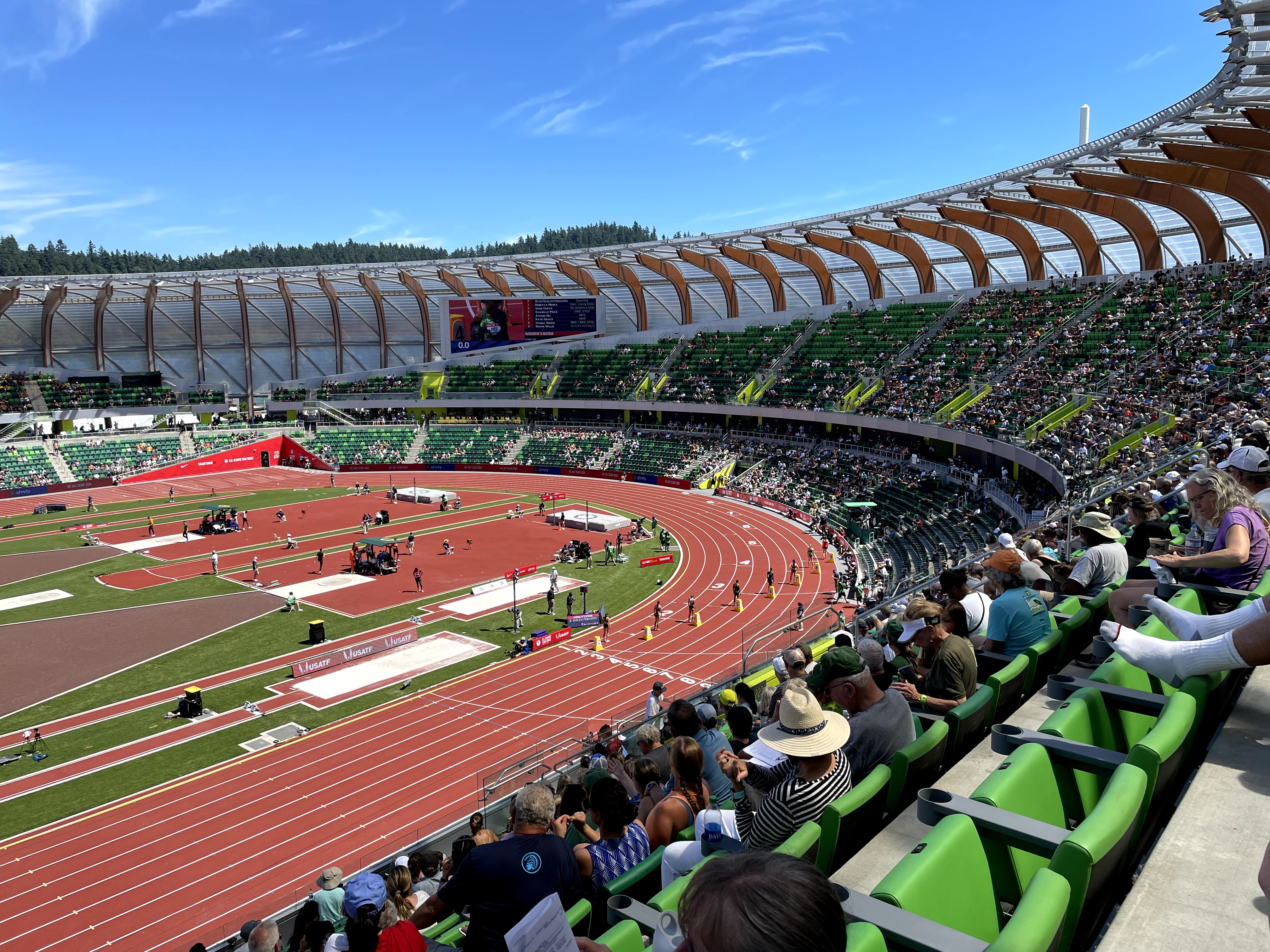
Das Stadion New Hayward Field im Jahr 2021

Die 4-mal-100-Meter-Staffel der Männer bei den Leichtathletik-Weltmeisterschaften 2022 wurde am 22. und 23. Juli 2022 im Hayward Field der Stadt Eugene in den Vereinigten Staaten ausgetragen.
Weltmeister wurde Kanada in der Besetzung Aaron Brown, Jerome Blake, Brendon Rodney und Andre De Grasse.

Den zweiten Platz belegte die Staffel der Vereinigten Staaten (Christian Coleman, Noah Lyles, Elijah Hall, Marvin Bracy).

Bronze ging an Großbritannien mit Jona Efoloko (Finale), Zharnel Hughes, Nethaneel Mitchell-Blake und Reece Prescod sowie dem im Vorlauf außerdem eingesetzten Adam Gemili.
Auch der nur im Vorlauf eingesetzte britische Läufer erhielt entsprechendes Edelmetall. Rekorde und Bestleistungen standen dagegen nur den tatsächlich laufenden Athletinnen zu.

## Anmerkung
Einige Läufer kamen nur in der Vorrunde, andere nur im Finale zum Einsatz. Diese Einsätze sind jeweils in Klammern mit einer entsprechenden Anmerkung versehen.

## Rekorde

### Bestehende Rekorde
| Weltrekord | Jamaika (Nesta Carter, Michael Frater Yohan Blake, Usain Bolt) | 36,84 s | OS London, Großbritannien | 11. August 2012   |
| WM-Rekord  | Jamaika (Nesta Carter, Michael Frater Yohan Blake, Usain Bolt) | 37,04 s | WM Daegu, Südkorea        | 4. September 2011 |

Der bestehende WM-Rekord wurde bei diesen Weltmeisterschaften nicht erreicht. Die schnellste Zeit erzielte das Weltmeisterquartett aus Kanada im Finale mit 37,48 s. Damit verfehlte das Team den Rekord um 44 Hundertstelsekunden. Zum Weltrekord fehlten den Kanadiern 64 Hundertstelsekunden, ihre Zeit stellte eine neue Weltjahresbestleistung dar.

### Rekordverbesserungen
Es wurden zwei neue Landesrekorde aufgestellt:
- 37,48 s – Kanada (Aaron Brown, Jerome Blake, Brendon Rodney, Andre De Grasse), Finale am 23. Juli
- 38,07 s – Ghana (Emile Erasmus, Tlotliso Leotlela, Clarence Munyai, Akani Simbine), Finale am 23. Juli

## Vorrunde
22. Juli 2022, 18:05 Uhr
Die Vorrunde wurde in zwei Läufen durchgeführt. Die ersten drei Staffeln pro Lauf – hellblau unterlegt – sowie die darüber hinaus zwei zeitschnellsten Teams – hellgrün unterlegt – qualifizierten sich für das Finale.

### Vorlauf 1
22. Juli 2022, 18:05 Uhr Ortszeit (23. Juli 2022, 3:05 Uhr MESZ)
| Platz | Staffel             | Besetzung                                                                   | Zeit (s)                                    |
| ----- | ------------------- | --------------------------------------------------------------------------- | ------------------------------------------- |
| 1     | USA                 | Christian Coleman Noah Lyles Elijah Hall Marvin Bracy                       | 37,87 WL                                    |
| 2     | Großbritannien      | Adam Gemili (Vorlauf) Zharnel Hughes Nethaneel Mitchell-Blake Reece Prescod | 38,49000                                    |
| 3     | Ghana               | Sean Safo-Antwi Benjamin Azamati Joseph Oduro Manu Joseph Paul Amoah        | 38,58000                                    |
| 4     | Deutschland         | Kevin Kranz Joshua Hartmann Owen Ansah Lucas Ansah-Peprah                   | 38,83000                                    |
| 5     | Volksrepublik China | Tang Xingqiang Xie Zhenye Su Bingtian Chen Guanfeng                         | 38,83000                                    |
| 6     | Niederlande         | Hensley Paulina Taymir Burnet Joris van Gool Raphael Bouju                  | 39,07000                                    |
| DSQ   | Japan               | Ryūichirō Sakai Ryōta Suzuki Koki Ueyama Hiroki Yanagita                    | IWR 170, TR24.7 Wechselraum- überschreitung |
| DSQ   | Nigeria             | Raymond Ekevwo Godson Oghenebrume Udodi Onwuzurike Favour Ashe              | IWR 170, TR24.7 Wechselraum- überschreitung |

### Vorlauf 2
22. Juli 2022, 18:14 Uhr Ortszeit (23. Juli 2022, 3:14 Uhr MESZ)
| Platz | Staffel    | Besetzung                                                                     | Zeit (s) |
| ----- | ---------- | ----------------------------------------------------------------------------- | -------- |
| 1     | Frankreich | Méba-Mickaël Zézé Pablo Matéo Ryan Zézé Jimmy Vicaut                          | 38,09    |
| 2     | Kanada     | Aaron Brown Jerome Blake Brendon Rodney Andre De Grasse                       | 38,10    |
| 3     | Südafrika  | Henricho Bruintjies (Vorlauf) Emile Erasmus Clarence Munyai Akani Simbine     | 38,31    |
| 4     | Jamaika    | Ackeem Blake Kemar Bailey-Cole (Vorlauf) Conroy Jones (Vorlauf) Jelani Walker | 38,33    |
| 5     | Brasilien  | Rodrigo do Nascimento Felipe Bardi Derick Silva Erik Cardoso                  | 38,41    |
| 6     | Spanien    | Bernat Canet Pol Retamal Jesús Gómez Sergio López                             | 38,70    |
| 7     | Italien    | Lorenzo Patta Filippo Tortu Fausto Desalu Chituru Ali                         | 38,74    |
| DNF   | Dänemark   | Simon Hansen Frederik Schou-Nielsen Tobias Larsen Kojo Musah                  |          |

## Finale
23. Juli 2022, 19:50 Uhr Ortszeit (24. Juli 2022, 4:50 Uhr MESZ)
| Platz | Staffel        | Besetzung | Zeit (s)                                    |
| ----- | -------------- | --- | ------------------------------------------- |
| 1     | Kanada         | Aaron Brown Jerome Blake Brendon Rodney Andre De Grasse                                                                      | 37,48 WL/NR                                 |
| 2     | USA            | Christian Coleman Noah Lyles Elijah Hall Marvin Bracy                                                                        | 37,55000000                                 |
| 3     | Großbritannien | Jona Efoloko (Finale) Zharnel Hughes Nethaneel Mitchell-Blake Reece Prescod im Vorlauf außerdem: Adam Gemili                 | 37,83000000                                 |
| 4     | Jamaika        | Ackeem Blake Yohan Blake (Finale) Oblique Seville (Finale) Jelani Walker im Vorlauf außerdem: Kemar Bailey-Cole Conroy Jones | 38,06000000                                 |
| 5     | Ghana          | Sean Safo-Antwi Benjamin Azamati Joseph Oduro Manu Joseph Paul Amoah                                                         | 38,07 NR000                                 |
| 6     | Südafrika      | Emile Erasmus Tlotliso Leotlela (Finale) Clarence Munyai Akani Simbine im Vorlauf außerdem: Henricho Bruintjies              | 38,10000000                                 |
| 7     | Brasilien      | Rodrigo do Nascimento Felipe Bardi Derick Silva Erik Cardoso                                                                 | 38,25000000                                 |
| DSQ   | Frankreich     | Méba-Mickaël Zézé Pablo Matéo Ryan Zézé Jimmy Vicaut                                                                         | IWR 170, TR24.7 Wechselraum- überschreitung |

## Video
- Men 4x100m Relay Final — Canada win gold, USA place second, 2022 World Athletics Championship, youtube.com, abgerufen am 8. August 2022